# Aciagrion rarum
Aciagrion rarum är en trollsländeart som först beskrevs av Cynthia Longfield 1947.  Aciagrion rarum ingår i släktet Aciagrion och familjen dammflicksländor. IUCN kategoriserar arten globalt som otillräckligt studerad. Inga underarter finns listade i Catalogue of Life.